# Silene platyphylla
Silene platyphylla är en nejlikväxtart som beskrevs av Adrien René Franchet. Silene platyphylla ingår i släktet glimmar, och familjen nejlikväxter. Inga underarter finns listade i Catalogue of Life.